# 主父偃
主父偃（前2世纪？—前126年，姓主父名偃），西汉齊國臨菑人（現山东省临淄区），西漢武帝時大臣。出身貧寒，早年學長短縱橫之術。

## 生平
元光元年（前134年），主父偃入關見卫青。卫青推荐，未获漢武帝任用。他与徐樂、严安亦俱上書言世務。書奏，汉武帝召見三人，謂曰：「公皆安在？何相見之晚也！」于是三人皆爲郎中。主父偃數上疏言事，遷謁者、中郎、中大夫。歲中四遷。
漢武帝為了加強皇帝的專制權力，在以丞相為首的外朝官僚機構之外，另在宮中設立內廷。主父偃在內廷備武帝顧問，對當時的政治頗有影響力。主父偃幾次上疏，都能切中時弊。漢武帝採納主父偃的“推恩令”，使諸侯王分封子弟為侯，王國封地被分割，诸侯權力大減。
由於主父偃很得武帝賞識，朝野大臣怕他在帝前進讒，故多向他行賄，“賂遺略千金。”有人稱他“太橫矣”。主父偃聽後很得意地引用伍子胥的名言說：「我年老力竭却壮志难酬，只好倒行逆施了。」主父偃的解釋是：「我十五歲綁起頭髮出外讀書四十幾年，沒有成就，雙親不認我這個兒子，兄弟不接納我，賓客拋棄了我，我已經倒楣很久了。而且大丈夫活著不能五鼎食，不如就五鼎烹而死好了。」
时汉武帝同母异父的姐姐修成君金俗得王太后的寵愛，修成君有個女兒名叫「娥」。外祖母王太后想把「娥」嫁给诸侯王。王太后身边的宦官徐甲是齐国人，请求出使齐国让齐王刘次昌上书请娶「娥」为王后。王太后高兴，派徐甲去齐国。主父偃知此事，就趁机托徐甲进言让自己的女儿也充入齐王的后宫。徐甲对齐厉王母纪太后说了，纪太后大怒：“王有王后，後宮也已具備，你徐甲是齊國貧人，做了宦官，入事漢朝朝廷，對朝廷一點幫助也沒有，還想來擾亂我齊國王府！而且主父偃又是甚麼角色，也想讓女兒進入我們後宮！”徐甲回返朝廷，便回报太后：“齐王愿意娶『娥』为王后，但恐怕如同燕王。”徐甲说到燕王，是因为当时燕王刘定国刚因与女儿、妹妹通奸被处死、除国，且齐王确有和姐姐亂倫之举。王太后因此生氣，不再打算把「娥」嫁到齐国。主父偃也因此和齐国有隙，趁得宠之际告发齐王乱伦，武帝拜主父偃为齐国國相，以查问此事，齐王畏罪，仰藥自杀，武帝一怒，廢除齊國。
趙王刘彭祖與主父偃素來不睦，後來趙王怕主父偃報復，首先發難，上告主父偃逼死齊王以及接受各諸侯王賄金，漢武帝大怒，下令减宣徹查，丞相公孫弘認為：「齊王畏罪自杀還絕後，國土都被朝廷併吞了。如果不殺了主父偃，沒辦法向天下的民怨交待。」於是主父偃被族誅。

## 家庭
- 父亲：主父□
- 母亲：□氏
- 兄弟：主父□
- 妻子：□氏（弃市）

## 延伸阅读
[在维基数据编辑]
 《史記/卷112》，出自司馬遷《史記》
 《漢書·卷064上》，出自班固《漢書》
 《漢書/卷064下》，出自班固《漢書》